# ジハード
ジハード（جهاد jihād）は、アラビア語の語根 جهد（J-H-D、努力する）から派生した動詞جاهد（ジャーハダ、自己犠牲して戦う）の動名詞で、「違うベクトルの力の拮抗」を意味するが、一般的にイスラームの文脈では「宗教のために努力する、戦う」ことを意味する。「大ジハード」と「小ジハード」がある。
「大ジハード」（内へのジハード）は個人の信仰を深める内面的努力を指す一方、「小ジハード」（外へのジハード）は異教徒に対しての戦いを指すため、一般的に「ジハード」というと後者を指す。イスラム法学上の「ジハード」は、「イスラムのための異教徒との戦闘」と定義される。しばしば「聖戦」と和訳されるが、ジハードという語には「聖」の意味はないため、正確ではない。

## 概要
ジハードは、『クルアーン（コーラン）』に散見される「神の道のために奮闘することに務めよ」という句のなかの「奮闘する」「努力する」に相当する動詞の語根 jahada （ジャハダ、アラビア語: جهد）を語源としており、アラビア語では「ある目標をめざした奮闘、努力」という意味である。この語には本来「神聖」ないし「戦争」の意味は含まれていない。しかし、『クルアーン』においてはこの言葉が「異教徒との戦い」「防衛戦」を指すことにも使われており、このことから異教徒討伐や非ムスリムとの戦争をあらわす「聖戦」（「外へのジハード」）をも指すようになった。したがって、「聖戦」という訳語は、ジハード本来の意味からすれば狭義の訳語ということができる。
奮闘努力の意味でのジハードは、ムスリムの主要な義務である五行に次いで「第六番目の行」といわれることがある。ジハードの重要性は、イスラームの聖典『クルアーン』が神の道において奮闘せよと命じていることと、あるいはまた、預言者（ムハンマド）と初期のイスラーム共同体（ウンマ）のあり方に根ざしている。
近現代におけるイスラームの反帝国主義・イスラーム復古主義・イスラーム原理主義においては、イスラーム世界防衛のため、「実際に武器を持って戦うジハード」が再び強調されている。
『世界大百科事典』では次の解説がある。
| 「 | イスラム法の理念では，世界はイスラムの主権の確立されたダール･アルイスラームでなければならない。まだその主権が確立されていない世界は，ダール･アルハルブdār al‐ḥarb(戦争世界)と定義され，そこではイスラムの主権が確立されるまでジハードが必要となる。 | 」 |

## ウンマ（イスラーム共同体）の歴史とジハード
イスラームとならび「世界宗教」と称される仏教・キリスト教と比較した際の、イスラーム教の極だった特徴としては、政教一体の宗教共同体の存在があげられる。この宗教は、単なる個人的・内面的な信仰体系というにとどまらず、むしろひとつの確固たる共同体そのもの、ないし共同体的生活の全体なのであり、また、それを支える固有の法律、政府、社会制度を内的に規定しているのである。そして、預言者としてムスリムを指導したムハンマドは、ユダヤ教やキリスト教の預言者や宗教指導者にもまして、「神の道」にもとづく理想の国ウンマを建設しようという情熱と意欲に満ちあふれていた。
「ジャーヒリーヤ時代」（無知の時代、無明の時代）すなわちイスラーム成立以前のアラビア半島では、それぞれの部族は、血縁にもとづく連帯意識の強弱が各部族の命運を左右しており、人間の欲望にもとづく闘争（キタール）が繰り広げられていた。しかし、それはきびしい砂漠気候のなかでは自殺行為であった。イスラームは、この連帯意識を血族意識を基本としたものから「アッラーへの絶対帰依」という超血族意識を根幹としたものへと変革させたのであり、その変革の試みが成功したために世界宗教として歴史の表舞台に登場したということができる。血族的でない連帯意識を支えた「信仰生活」そのものは、血族意識にくらべればきわめて曖昧なものであり、それゆえ、唯一神アッラーから「六信五行」というシステムを平等に受け、日月や時間さえも同一にして、見えるかたちでの連帯意識・同胞意識の醸成を毎日はかることとしたのである。ジハードとは、こうして形成された宗教共同体を守ろうとする実践的な営為なのである。
イスラーム共同体の歴史は、それゆえ、ムハンマドの時代から現代にいたるまで、『クルアーン』のジハードに関する教えをその枠組みとして見てゆくことができる。『クルアーン』第49章「部屋の章」15節 には、
とあり、「ジハード」とはしたがって、ムスリムのあるべき姿を述べた、イスラームの代表的な言葉でもある。
『クルアーン』におけるジハードの教えは、ムスリムの人びとの自己認識、そして、唯一神アッラーを敬う心、共同体の動員・拡大・防衛などの諸点において、根本的に重要なものである。それは、ひとりの人間として善き人生を送ることは決して容易なことではなく、また、決して単純なことでもないという認識や思念に関わってくるからである。「神の道」にかなうような、道徳的で高潔な人となるためには、自らの内面に潜む悪と戦い、善行によって社会の改善に資するよう、真剣に奮闘努力しなければならない。
それにまた、ジハードは、その人の置かれた環境によっては、不正や抑圧に対する戦いという意味をもつこととなり、宣教と説得によって、また場合によっては、必要に応じては武器をとり、「聖なる戦い」を繰り広げることによって正しい社会をつくらなければならないという考えと結びつくのである。

## 2つのジハード
ジハードは、六信五行というムスリムの信仰と義務の項目には含まれていないが、『クルアーン』では「奮闘努力」という非常に幅広い意味で登場し、したがって、その意味からも六信五行を越え、イスラームの信者として当然持たなければならない基本的な心構えとして、いっそう重要な命令と考えられている。
広い意味でのジハードには、次の2種類が存在するといわれている。
- 個人の内面との戦い。内へのジハード。非暴力的なジハード
- 外部の不義との戦い。外へのジハード。暴力的なジハード

この2つについて、ムハンマドが実際の戦闘から日常生活に戻ったときに語ったと伝承される言葉が、その内実をよく説明している。その言葉とは、
というものである。
「大きなジハード」すなわち「内へのジハード」は、個々人のムスリムの心の中にある悪や不正義、欲望、自我、利己主義と戦って、内面に正義を実現させるための行為のことであり、それだけに、いっそう困難で重要なものとされる。このことに関して、イスラーム共和制をとるイランでは、ラマダーンの期間、「ラマダーン月はジハードの月」などといった標語を掲げることによって、弛緩しがちなムスリムたちの規律を正し、イスラーム共和国の理想を思い起こさせるための行為という意味で「ジハード」の語が用いられる。イスラームが五行のひとつとして1ヶ月にわたる断食（サウム）を信徒に命じている理由は、人びとに食欲という本能を抑える訓練をさせることによって、精神は肉体よりも強固なものであると自覚させ、同時に食べものへの感謝の念を起こさせるためであるといわれている。
現在、多くの学者は「内へのジハード」を「大ジハード」(الجهاد الأكبر al-jihād l-akbar) と呼んでおり、それに対して「外へのジハード」を「小ジハード」(الجهاد الأصغر  al-jihād l-asghar)と呼んでいる。どちらも、アッラーの命令を完遂できないような環境がつくられないための「奮闘努力」という点では共通している。
もっとも広い意味でのジハードは、すべてのムスリムに課される義務を指している。神の意志にしたがい、神の意志を実現して倫理的な生活を営むために、説教、教育、実例および文書などによってイスラーム共同体の拡大のため、ムスリム一人ひとりとしても、イスラーム共同体としても、おこなうべき義務なのである。また、「ジハード」には、イスラーム教とイスラーム共同体を外部からの攻撃から守る権利（実際には義務）という意味もある。20世紀後半にあっても、1978年からのソ連のアフガニスタン紛争において、アフガニスタンのムジャーヒディーン（後述）が、ソヴィエト連邦の占領に対し、10年におよぶ長いジハードを戦ってきた。
歴史的にみれば「大ジハード」は、平和主義と寛容さを旨とするイスラーム神秘主義の潮流のなかで特に支持されてきたものであり、その一方で、支配者・権力者は領土拡大や侵略の大義名分として「外へのジハード」を利用してきた。現代でもしばしば、テロリストと目される過激な集団が「外へのジハード」を大義名分として行動し、ムスリムの結集を呼びかけるために用いている。

## 内へのジハード（大ジハード）
「内へのジハード」は、非イスラーム圏ではあまり注目されていないが、イスラーム世界ではきわめて重要視されている概念である。これは通常、神の道を実現するために、各個人が自らの心のなかの堕落・怠惰・腐敗などの諸悪と戦う克己の精神を意味しており、強い意志で自分をよりよくしていこうという努力である。また、これらの悪を増長させる外来文化の導入などによる環境変化に対する抵抗もまた、「内へのジハード」としての戦いであると見なされる。『クルアーン』には、各所に「努力する者には神が報いてくださる」としか解釈できない句が数多く登場する。ムハンマド自身は、しばしば同時代のユダヤ人をその信仰において「形式主義者」と非難し、ムスリムに対しても、たとえば「形式だけの礼拝なら、しない方がまし」と宣言したように、努力することそのものを重んじたのである。
「内へのジハード」は「大ジハード」と呼ばれ、社会の平和的な運営には欠くべからざるものとして法学者や為政者からも重視される。ジハードを「聖戦」と訳して、単なる戦いという意味でこの言葉を理解することは誤りであり、「布教のための戦い」と理解することもまた誤りであって、「戦い」の意味を有する場合でも、あくまでも「防衛戦」を指している。現代においては、多くのイスラーム諸国において為政者、法学者、知識人ともに「内へのジハード」を重視する傾向が強い。

## 外へのジハード（小ジハード）
「外へのジハード」は一般に「聖戦」と訳されるジハードであり、イスラーム共同体外部への侵略戦争、あるいはイスラーム共同体外部からイスラーム共同体を守るための戦いである。この戦いが「ジハード」の名で称されるためには、法的根拠を必要とする。

### 「外へのジハード」の古典的定義とその内容
イスラーム法（シャリーア）は、正統カリフ時代のイスラーム共同体（ウンマ）からアラブ帝国（ウマイヤ朝）、イスラーム帝国（アッバース朝）へと発展していった8世紀から10世紀頃にかけて整備された。シャリーアは、初期イスラームの拡大戦争を支えたイデオロギーである「外へのジハード」を以下のような観念にまとめた。すなわち、
- 「（外への）ジハードとは、イスラーム世界を拡大あるいは防衛するための行為、戦い」

というものである。
伝統的なシャリーアの理念においては、イスラーム共同体の主権が確立され、シャリーアが施行される領域、"ダール・アル＝イスラーム" دار السلام（「イスラームの家」＝イスラーム世界）に全世界とその人民が包摂されていなければならない。しかし、現実には「イスラームの家」の外部には、イスラームの力がおよばない"ダール・アル＝ハルブ" دار الحرب（「戦争の家」＝非イスラーム世界）が存在する。したがって、「戦争の家」を「イスラームの家」に組み入れるための努力、すなわちジハードを行うことがムスリムの義務とされるのである。
上の定義から、イスラーム共同体の支配に服さない異教徒の討伐は原則として正しい行為であり、極端にいえば、イスラーム共同体は最終的には全世界を征服し、異教徒を屈服させなければならないという論理さえ導き出される。この論理の根拠としては、『クルアーン』第2章第193節にある「騒擾がすっかりなくなる時まで。宗教が全くアッラーの（宗教）ただ一条になる時まで、彼等（メッカの多神教徒）を相手に戦いぬけ」がある。
したがって二つの世界（家）の間は常に戦争状態にあり、ジハードがムスリムの永続的義務である以上、戦争状態がむしろ常態だとの指摘がある。
しかし同時に『クルアーン』は、戦争が正当なジハードたりうるのは異教徒が戦いを挑んできた場合に限られることも示しており、第2章第190節には、「あなたがたに戦いを挑む者があれば、アッラーの道のために戦え。だが侵略的であってはならない。本当にアッラーは、侵略者を愛さない」とある。加えて前述の第2章第193節後半部分に従えば、異教徒から挑まれた戦争であっても、相手がイスラーム共同体と和平を結び、「不義の戦争」を停止しようとしているならば、イスラーム共同体の側も害意を捨てて和平に努めなければならない。つまりイスラーム共同体は、イスラームとの戦いを望まない「戦争の家」勢力とならば、条約を結び外交関係を樹立することが可能であると理解される。これら外交関係を取り結んだ諸国は「和平の家」と呼ばれ、「戦争の家」とは区別される。
こうしたことから、「戦争の家」観と好戦的ジハード思想は古典期に成立した法学思想に過ぎず、クルアーンの教えではないとの指摘がある。
もし、ある戦争行為を「ジハード」として遂行することが必要となった場合は、カリフはムフティーと呼ばれる宗教指導者に対し、その戦争がジハードとして認められるかどうかを諮問しなければならない。その結果、ムフティーが合法であるとするファトワーを発することで、統治者は「ジハード」を宣言することができる。
ジハードには、このような法的根拠が必要であり、その根拠のないものを「ジハード」とは呼べない。開戦が「防衛的ジハード」であり、法的根拠を有する場合は、全ムスリムは、国家や民族を超えて全イスラーム教徒が、直接的にであれ間接的にであれジハードに参加しなくてはならない。ただし、歴史的には当該統治者の臣民以外にジハード参加の強制力を及ぼすことは難しかった。これに対し、イスラーム共同体拡大のための侵略戦争の場合、参戦義務は統治者の家臣と臣民に限られる。
また、イスラームのジハード思想では、異教徒を討伐し、その結果として非ムスリムを服属させることは認められていても、征服地の異教徒に対する強制改宗は明確に否定されている。これは、『クルアーン』第2章256節の「宗教に無理強いは禁物」という句を根拠にしており、『クルアーン』では、信じるのも信じないのも本人の自由であることが強調されている。したがって、ジハードは布教のための戦争であってはならない。
さらにいえば、「イスラームの家」を拡大する行為とは必ずしも戦闘という手段に限定されない。中央アジアや東南アジアでの布教のように平和的な方法によって「イスラームの家」が拡大された例も少なくない。その担い手は、これらの地域に赴いたムスリム商人やイスラム神秘主義者（スーフィー）の聖人たちであった。また、「イスラームの家」の支配下に入った異教徒たちは、イスラームの主権下で一定程度の人権を保障された隷属民「ズィンミー」たることを強制され、差別待遇を甘受さぜるを得なかったが、信教の自由を認められるなど比較的寛大に扱われたことも少なくなかった。
また、時には、「戦争の家」に住む異教徒が、「イスラームの家」に対して戦争を仕掛けてくることも当然ありうる。このような場合、イスラーム共同体防衛のためのジハードがムスリムの義務となる。
防衛戦に従事する者（聖戦士）を、ムジャーヒド（単数形）およびムジャーヒディーン（複数形）という。彼らに対して、唯一神アッラーは『クルアーン』を通じて「神の道に戦うものは、戦死しても凱旋しても我らがきっと大きな褒美を授けよう」と教え、ジハードで戦死すれば殉教者として最後の審判ののち、必ず天国に迎えられると約束する。一方で、『クルアーン』は「敵に背を向けるものは、たちまち神の怒りを背負い込み、その行く先はジャハンナム（地獄）である」と語り、ジハードを怠ることを厳しく非難している。

### 「外へのジハード」とキタール
イスラームでは、世界史において繰り広げられてきた普通の戦いを、ジハード（聖戦）とは明確に区別し、それを「キタール（قِتَال qitāl）」と呼称している。キタールとは、侵略戦争や領土拡大、戦利品や奴隷の獲得、資源確保、植民地確保など、人間のもつ単純な欲望にもとづいておこなわれる戦争のことであり、また、憎悪から生まれる行為や復讐の行為もキタールであって、いずれも否定されるべき行為とされている。
キタールは、アラビア語の「カタラ（殺した）」という言葉を語源としており、「世俗的な欲望にもとづいた戦争」を意味するのに対し、ジハードが想定している戦争は、あくまでも、ムスリムから見て正当な防衛戦争であり、イスラーム共同体（ウンマ）の利益になるものでなければならない。ゆえに、開戦に際しては宗教指導者の承認を必要とし、「アッラーの御名において」という呼びかけのもとにおこなわれるのである。
しかしながら、後述するように、時のムスリム政権がキタールをジハードと詐称して侵略戦争を行った例は多い。

### イスラーム共同体と「ジハード」
ジハードは、イスラーム共同体を外からの攻撃から守ることだけではなく、内側に生じる崩壊の要因を除去するための奮闘努力を含んでいる。それを、「生命・財産を捧げてもおこなうべし」としたところから「戦い」の言葉で形容されているものと考えられる。
そのようにみるならば、ジハード（聖戦・奮闘努力）は、ムスリムにとって最も重要で基本的な命令ということができる。そのため、ムスリムは外の世界に対し封鎖的な環境をつくらざるを得なくなる。外からの異文化の導入や異質な世界との交流・接触、異なる価値観との対立から「アッラーの道」を守らなくてはならないからである。その結果、イスラーム世界が採用した方法は、周囲に対し、あたかも大きく高い塀を張り巡らすようなものであった、ということができる。イスラーム世界が今なお中世的な雰囲気を濃厚に有していると指摘されるのもそのためであるが、しかしだからといって、イスラーム世界が外界に対して完全に閉鎖的であるというわけではない。ハディースに「知を求めることはすべてのムスリムの義務である」「中国までも知を求めよ」とあるように、イスラーム世界を発展させるための知識の導入は歓迎されており、イスラーム世界を発展させることもまた、ジハードの目的だからである。

### 「外へのジハード」の実際
上述したように、「ジハード」は多義的なことばであり、イスラームの歴史にあってはそれが善用されることもあれば悪用されることもあった。
歴史的にみれば、全イスラーム共同体がジハードの意識を高め、異教徒との戦いにあたったのは、初期イスラームの時代のビザンツやペルシアへの侵略戦争であり、ジハード擁護論からした場合の、イスラームを広めるための聖なる戦い、である大征服時代、および中世ヨーロッパのキリスト教世界が、聖地イェルサレム奪回を目的として7回にわたって中東地域に派遣した十字軍との戦いの時代が代表例なものである。
イスラームの拡大しはじめた時期にあっては「アッラーへの道をはずれることなく」、イスラーム教徒にとっての異教徒と戦って死ぬことは殉教とされ、殉教者には天国が約束された。しかし、11世紀末に十字軍がエルサレム王国を建国し、キリスト教徒がパレスチナを占領したころにはジハードの理想はついえており、各所より散発的に、イスラームの君主たちの無気力を批判する声があがった。法学者のアッ＝スラミーが聖戦を個人に課せられた義務であると主張して、これを呼びかけたのは、このときであった。この呼びかけに応えたのは当初はザンギー朝、その後はムスリムの英雄サラーフッディーン（サラディン）がこれに応えた。
第一次世界大戦の際には、同盟国側に立ったオスマン帝国が「ジハード」宣言を発しているが、しかし、ここではインドのムスリムの対英協力やアラブ人の反乱を食い止めることができなかった。とはいえ、一方では、19世紀以降、いわばイスラーム世界の「辺境」にあたる西アフリカ、マグリブ、スーダン、インドや東南アジアの地で「ジハード」が呼びかけられ、植民地主義と帝国主義に対する抵抗が繰り広げられたのも事実である。20世紀後半には、ユダヤ教の国イスラエルの拡大と戦うパレスティナのハマースやソヴィエト連邦の侵攻と戦うアフガニスタンのムジャーヒディーン運動が盛り上がるが、これらの根底には近代ムスリムの抵抗思想（「防衛ジハード」の思想）と同様の性格を見出すことができる。
このように、イスラーム的伝統のなかでジハードが重要な役割を果たしてきたのは事実であるが、近年では、イスラーム教の改革を推進するジハードに参加することは、真のイスラーム教徒のすべてにとって神聖な義務だと主張する人びともいる。このような立場に立って現代イスラーム社会とその周辺を見わたすと、そこには、腐敗した権威主義的政権が支配する世界や、みずからの経済的な成功・繁栄のみに関心が集中し、欧米社会の文化や価値観に染まった一握りのエリートだけが脚光を浴びる世界が立ち現れてくる、少なくとも、そのようにとらえるムスリムは少なくない。そして、欧米諸国が、民衆に対し抑圧的な態度をとるイスラームの政権を支え、地域の人材や天然資源を搾取し、イスラーム世界から文化を奪い、ムスリム自身が選んだ政権の下で公正な社会に生きる権利を奪っているように映じるのである。

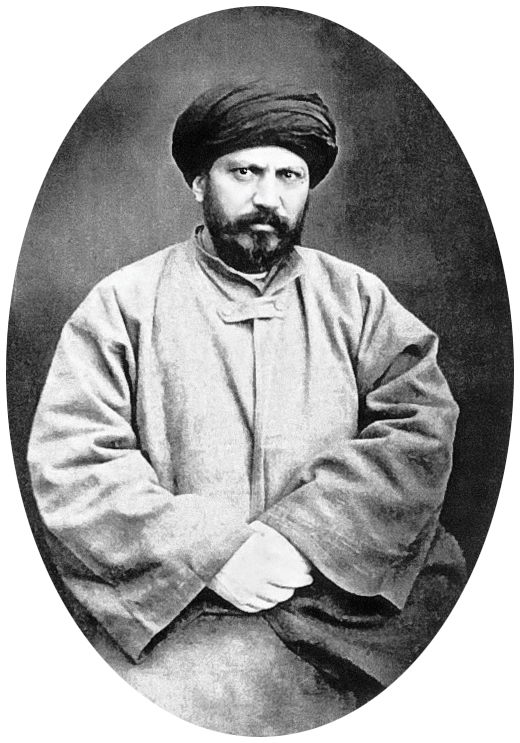
「汎イスラーム主義」を唱えて全ムスリムの団結を説いたアフガーニー

「脱宗教主義」「イラク民族主義」「イスラームの復興」など主張を二転三転させたイラクのサッダーム・フセイン

イスラーム主義（イスラーム復興主義）に立つ活動家の多くは、ムスリムの力と繁栄をとりもどすには、「正しいイスラームの教え」に回帰することが重要と考えており、また、国家や社会のイスラーム化を強めるために政治改革・社会改革が必要だと考えている。このようなイスラーム回帰の思想は、近代においては、ワッハーブ運動やアフガーニーの改革運動を嚆矢としており、のちのサウジアラビア建国や汎アラブ主義の台頭の原動力となった。そして、一握りではあるが、そのなかの暴力的な方向性を是認する一部の過激派は、救世主的な世界観と攻撃性を組み合わせて国内外のイスラーム教を解放するためのジハードを呼びかけ、「神の軍隊」の創設を主張し、軍事的な動員をおこなっている。上述のように、ジハードは、侵略戦争を遂行してゆくために利用すべきものでは決してないが、それでも実際には、一部の支配者や政府、個人はそのようにジハードを利用している。たとえば、1991年の湾岸戦争の際のサッダーム・フセイン、アフガニスタンのターリバーン、また、ウサマ・ビンラーディンおよびアルカーイダなどがそれに相当する。
なお、古典的なシャリーアでは、ムスリムであってもイスラームの教えから逸脱する信条を抱くようになった者は不信心者（カーフィル）と呼ばれ、「戦争の家」に住む異教徒以上の悪であり、すみやかにジハードによって打倒されなくてはならないと規定している。16世紀から17世紀にかけて、互いに近接するスンナ派のオスマン帝国（トルコ）とシーア派のサファヴィー朝（ペルシャ）が領土をめぐって戦争するときは、お互いを「不信心者」と決め付けることによってその戦争を「ジハード」と位置付け、みずからの立場を正当化しようと図り、1980年から1988年までつづいたイラン・イラク戦争においてルーホッラー・ホメイニーを擁するイラン・イスラム共和国が「世俗主義」「脱宗教主義」を標榜するバアス党政権のイラクに対して激しい敵意と憎悪を示したのは、このような思想を背景とする。
「外へのジハード」とテロリズム
近年には、政治的動機による戦争やテロリズムを正当化する標語として「ジハード」の語が頻繁に用いられ、本来ジハードの宣言を行う資格のない者がジハードを唱える局面が増えつつある。「脱宗教主義」から「イラク民族主義」へと大きく方向転換したイラクのサッダーム・フセイン大統領は、1990年のクウェート占領に反対するアメリカ合衆国など西側諸国に対抗するため「異教徒に対するジハード」を呼号して1991年、湾岸戦争へと突入した。この時点ではイスラームに「回帰」したかにみえるフセインであったが、しかし、湾岸戦争後の国内でまず起こったのがイスラーム教シーア派の人びとによる暴動だったのである。
「ジハード」を標榜する政治家やテロリストの言葉が、ムスリムの人々の心をある程度は引きつけていることは事実である。これは、アメリカをはじめとする西側諸国がイスラエルに好意的で、パレスティナのムスリムを追いやり、弾圧していることに対する同情や、アフガニスタンやイラクに対する空爆が独裁政権や強権的な政府のみならず、ムスリムの民衆までをも死に追いやっていることに対する悲憤がある。被侵略者・被抑圧者としての怒りを多くのムスリムが共有しているため「いまこそがイスラーム共同体を防衛するためジハードを行うべきときである」という言葉に多かれ少なかれ共感をいだくのである。
しかし、インドネシアやタイ、フィリピン、スーダンではイスラームの勢力拡大や非ムスリム弾圧、その他ムスリム社会の一部の権益擁護拡大のために利用できる場合に「ジハード」という言葉をテロリズムや武力闘争の正当化に利用している組織や政府がある。こういった過激派は、前述の和平を奨めるクルアーンの聖句を、イスラームの優越に屈服する限りに於いて和平を認めるというものだと解釈する傾向にある。そのため非ムスリムから「ムスリムは都合次第で殺戮をジハードとして正当化している」と批判される口実を与えることにもつながっている。
さらに、エジプトのジハード団のように、シャリーア以外の法を施行する為政者はムスリムであろうと「不信心者」であり、ジハードによって排除しなければならないとして、要人クラスの暗殺やテロリズムをおこなう過激な組織もある。
「外へのジハード」と天国
上述のとおり、ジハードで戦死した者は、この世の終わりに最後の審判がなされた結果、天国にいけるとされている。イスラームにおける「天国」はアラビア語で(جنّة jannah) と呼ばれ、『クルアーン』ではその様子が具体的に綴られているが、それによれば、緑なす木々に覆われ、果実は枝もたわわに実り、清らかな川が数多く流れて、快適な風がつねに吹きわたっている清浄なところであり、天国行きを許されたものに対しては、現世の酒とは異なり、いくら飲んでも酔わない美酒や最上の食べものがあたえられるという。『クルアーン』にはさらに、男性は天国で複数の処女（フーリー）を侍らせることができると説く。これらは『クルアーン』においては抽象的表現にとどまるが、ハディースではより具体的に「フーリーは72人おり、望むだけ性交をできる」「彼女たちは何回性交におよんでも処女のままである」等と説くものも見られる。
この「処女」の表現は、比喩的なものにすぎないという意見も多く、あるいはまた、実際は「処女」ではなく「白い果実」という意味であるという説もあるが、過激派組織が自爆テロの人員を募集する際に、年少の者などに対し、このような天国の描写を意図的に用いている場合が少なくないとされ、問題となっている。

## 世俗的意味でのジハード
上述のとおりアラビア語でのジハードは本来「奮闘する」「努力する」という意味の言葉であるため、イスラームの文脈を離れた世俗的意味でも用いられる。例を挙げると、「経済的発展を目指す努力」「政治的独立を目指す闘争」「社会改革への努力」「女性解放のための闘争」などにおいてである。

## ジハードのイメージ
日本や多くのキリスト教圏の欧米の先進国においては、「ジハード」の語には異教徒に武力によって改宗を迫る行為（いわゆる「コーランか剣か」、「右手にコーラン、左手に剣」）のイメージが付きまとう。これは「聖戦」という訳語からの影響も大きい。しかし、少なくとも正確には「コーランか貢ぎ物か剣か」であり、強制改宗を含意する「コーランか剣か」は反イスラーム主義によるプロパガンダの性格が強く、誤解をまねく表現である。『クルアーン』では改宗の強制は否定されており、また、上述したように「ジハード」には「聖戦」以外の意味もある。
反イスラーム主義者は、しばしばムスリムに対し、ムスリムはタリバーンのアフガニスタンにおけるバーミヤーン大仏爆破にみられるように、攻撃してもいない仏教徒の信仰対象を勝手に破壊することをジハードとして正当化していながら、自分たちのモスクなどが攻撃を受けた場合はただちに武力闘争を開始し、その闘争を他宗教からの弾圧に対する抵抗、すなわちジハードとして規定する傾向にあると批判する。これは、「ジハード」の語を二重基準で用いることに対する批判である。ただし、一方では、こうした意見はムスリム全体とムスリムのなかの一勢力とを混同した結果であるとの見方もある。
しかしながら、2001年のウサマ・ビンラーディンによるアメリカ同時多発テロや、2003年のイラク戦争におけるサッダーム・フセインによる「ジハード宣言」は、改めて「イスラームは好戦的」「ムスリムは過激で暴力的」というネガティブイメージを、日本を含む国際社会に流布させる原因となっている。
トヨタ自動車のピックアップトラックが、過激派組織ISILに利用されている現状に、アメリカ合衆国の独立系保守報道機関「ザ・ブレイズ」が、パロディ広告の謳い文句（バクロニム）として「Toyota ISIS: We’re good for jihad !（トヨタ・アイシス：ジハードに相応しい車だ！）」とブラックジョークにして、Twitterに投稿された。
また、自らの宗教的思想と相反するものに対して殺人やテロさえも正当化する言葉であることからキリスト教における聖絶やオウム真理教のポア、連合赤軍における総括などと同一視するものもいる。